# 里德爾冰原島峰
69°54′S 64°20′E / 69.900°S 64.333°E
里德爾冰原島峰（英語：Riddell Nunataks）是南極洲的冰原島峰，位於麥克羅伯特森地，屬於阿納雷冰原島峰西北面5英里，該山峰在1954年由澳大利亞探險隊發現，以莫森站的木匠命名。